# Mânio Pompônio Matão
Mânio Pompônio Matão (m. 211 a.C.; em latim: Manius Pomponius Matho) foi um político da gente Pompônia da República Romana eleito cônsul em 233 a.C. com Fábio Máximo. Era filho de Marco Pompônio e irmão de Marco Pompônio Matão, cônsul em 231 a.C.. Sua filha, Pompônia, casou-se com Públio Cornélio Cipião, cônsul em 218 a.C., e o filho do casal foi o grande general e estadista romano conhecido como Cipião Africano.

## Consulado (233 a.C.)
Foi eleito cônsul em 233 a.C. com Fábio Máximo. Levou a cabo a campanha militar contra os nuráguicos da Sardenha e obteve um triunfo pela vitória. Porém, a submissão deve ter sido incompleta, pois seu irmão aparece lutando contra eles novamente dois anos depois.

## Anos finais e morte
Foi eleito pretor em 216 a.C.. Não há motivo algum para duvidar que este Pompônio Matão seja o mesmo que foi cônsul em 233 a.C., pois os romanos, em plena guerra contra Aníbal, estavam ansiosos para eleger para as principais magistraturas os generais que já tinham experiência na guerra. Apesar disto, Matão não recebeu nenhum comando militar e foi nomeado pretor inter cives Romanos et peregrinos, ou seja, a "prefeitura de Roma". Nesta função, Matão e seu colega foram os responsáveis por convocar o Senado Romano na Cúria Hostília depois da tragédia da Batalha de Canas para deliberar sobre as medidas que seriam tomadas. Ao término de seu mandato, foi nomeado propretor da província da Gália Cisalpina. Segundo Lívio, ainda estava na posição em 214 a.C..
Morreu em 211 a.C. ocupando a função de pontífice.